# Фабриано
Фабриа̀но (на италиански: Fabriano, на местен диалект Favrià, Фаврия) е град и община в Централна Италия, провинция Анкона, регион Марке. Разположен е на 325 m надморска височина. Населението на общината е 31 994 души (към 2010 г.).
Градът е известен заради производството си на хартия.